# Familienbad Floriansmühle

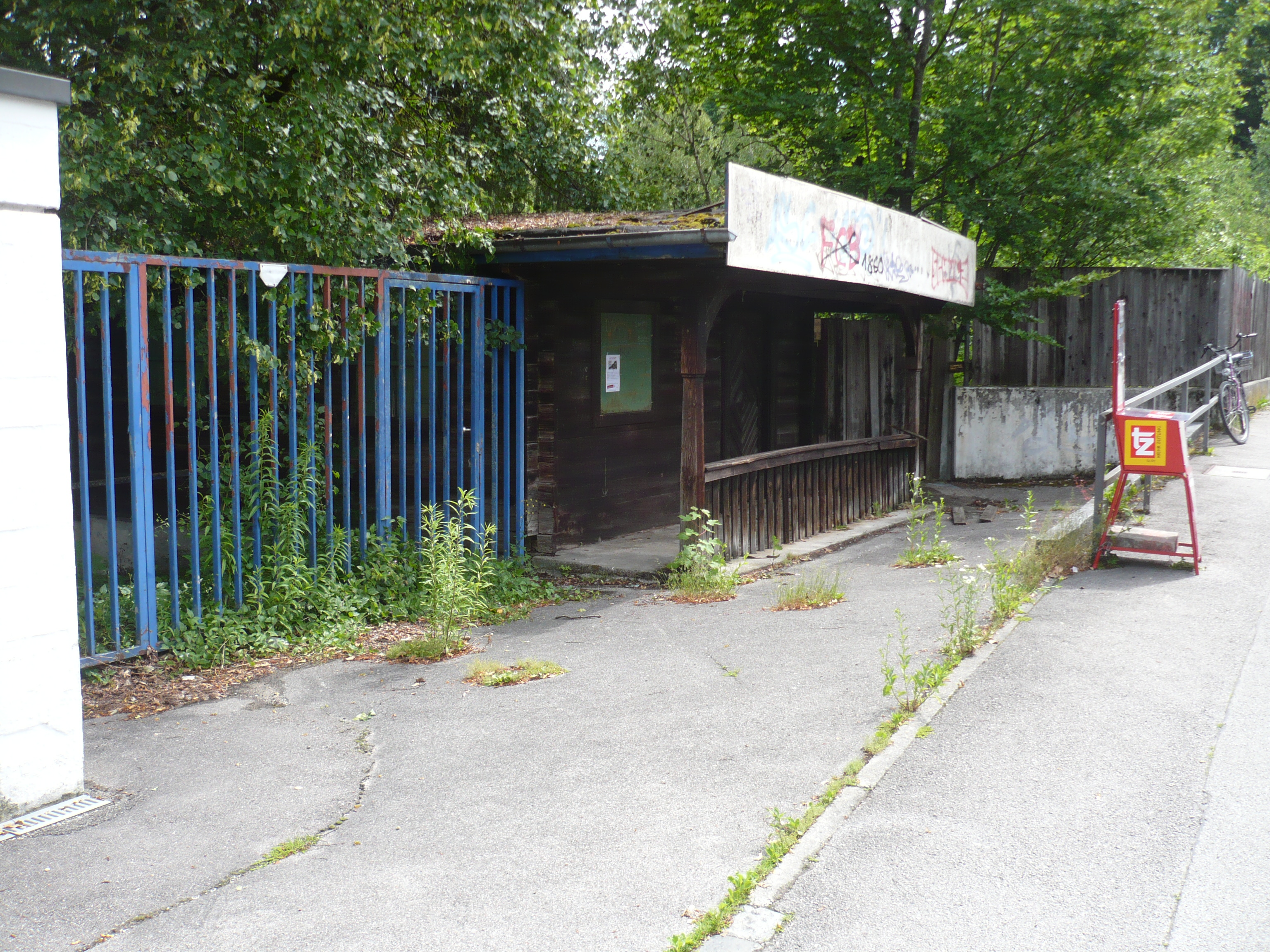
Ehemaliger Eingangsbereich, Zustand Juni 2019

Das Familienbad Floriansmühle (auch Floriansmühlbad) war ein Flussbad im Münchner Stadtteil Freimann. Es lag am Mühlbach, der in den Garchinger Mühlbach übergeht, an der heutigen Floriansmühlstraße 23, in der Nähe der Anlagen des Bayerischen Rundfunks.

## Geschichte

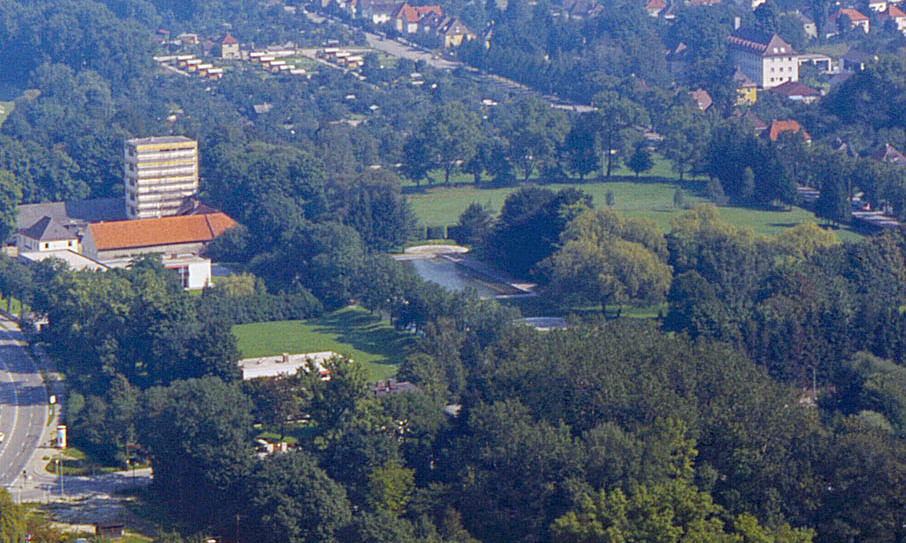
Ausschnitt aus einer Luftaufnahme von 1975

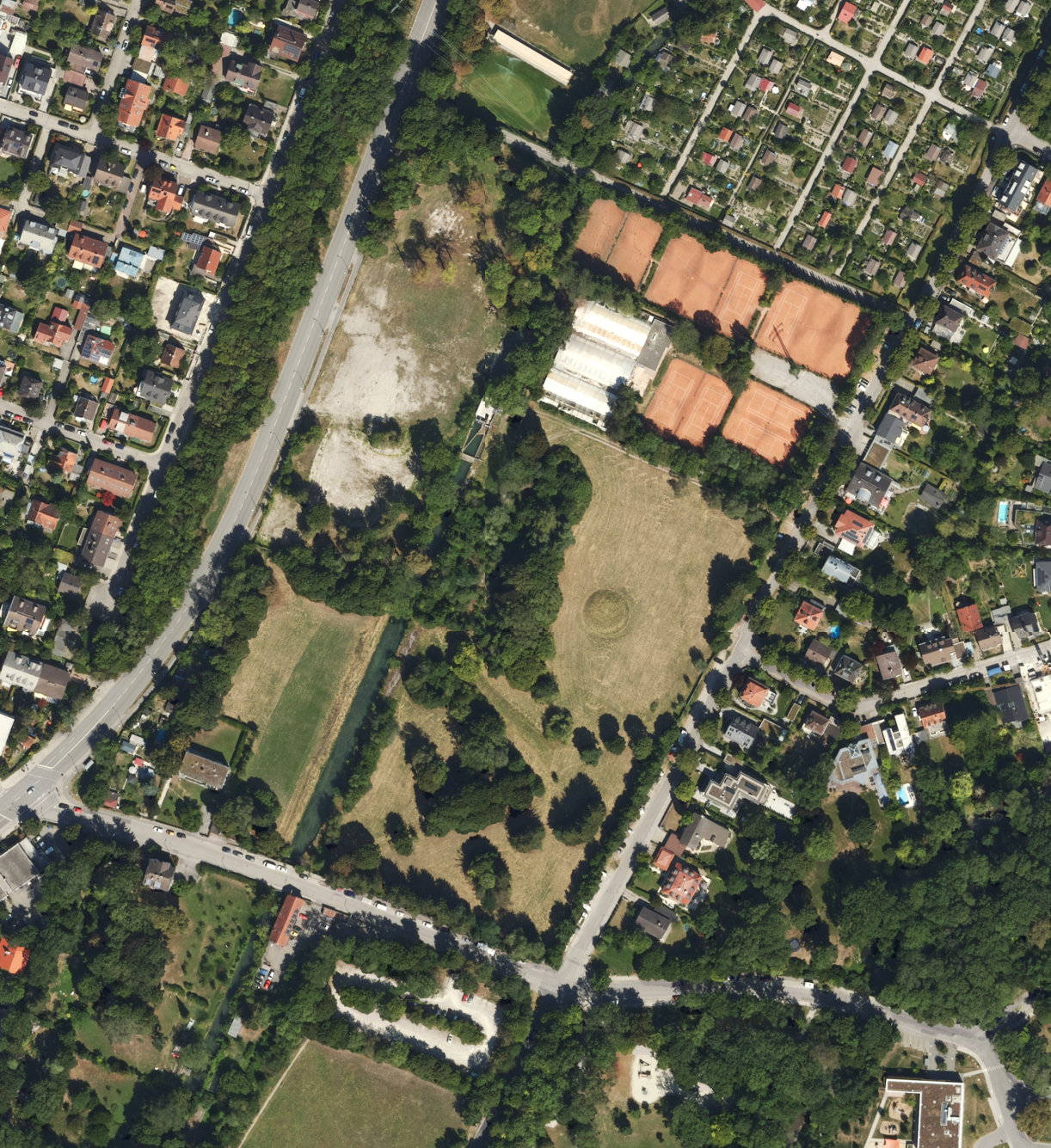
Luftbild des Geländes aus den 2020er Jahren

Das Bad wurde im Jahr 1932 von Karl Kaltenbach, einem früheren Olympiateilnehmer, und seiner Frau Anna, die damals in der Floriansmühle lebten, eröffnet. Später übernahmen deren Tochter und ihr Ehemann Artur Doppelhamer das Bad. Nach Verkauf des Geländes an die Bayerische Hypotheken- und Wechselbank (heute HypoVereinsbank) wurde das unrentabel gewordene Bad 1988 geschlossen. Die verwilderte Anlage ist noch erhalten, aber nicht zugänglich. Bemühungen um eine Wiedereröffnung hatten keinen Erfolg. Eine teilweise Wohnbebauung mit 600 Wohnungen durch den Immobilienbestandshalter Bayerische Hausbau, an die das Gelände weiterverkauft wurde, ist geplant, während östlich des Kanals (entlang der Sondermeierstraße) ein öffentlicher Park vorgesehen ist.

## Einrichtung
Neben dem vom Mühlbach durchflossenen, vom Schwabinger Bach gespeisten, ziemlich kalten Kanal (maximal 21 °C) gab es das heute zugewachsene betonierte große Becken und ein Nichtschwimmerbecken. Im Kiosk verkaufte Familie Doppelhamer Erfrischungen und u. a. selbst gefertigten Apfelstrudel.

## Rezeption
- Das Floriansmühlbad war, auch durch seine Nähe zu den Freimanner Studios des Bayerischen Rundfunks, ein beliebter Treffpunkt. „Am Rande des Beckens traf sich die Schwabinger Prominenz[3], der Regisseur Wolfgang Petersen drehte dort Szenen für die 'unendliche Geschichte' …“[4].
- Der Filmessay München – Geheimnisse einer Stadt (erschienen 2000) zeigt Filmaufnahmen des überwucherten Geländes.[5] Die Aufnahmen entstanden im August 1999. Der gesprochene Kommentar stammt von Michael Althen.[6]
- Im 2020 bei Rowohlt erschienenen Roman Mein Sommer mit Anja des Schauspielers Steffen Schroeder spielt das Flussbad eine wichtige Rolle. Schroeder verlebte in den 80er Jahren die Sommer seiner Kindheit hauptsächlich in diesem Schwimmbad.[7]